# Rafał Orlewski
Rafał Orlewski (ur. 2 stycznia 1934 w Przybyłowie, zm. 17 października 2020) – polski polonista, działacz kulturalny, harcmistrz, poeta, prozaik, eseista.

## Wczesne lata
Dzieciństwo spędził w Przybyłowie. W okresie II wojny światowej wraz z rodziną przebywał we Francji (lata 1944–1945). W okresie powojennym mieszkał w Kolumnie. Ukończył Liceum Pedagogiczne w Zduńskiej Woli, Studium Nauczycielskie w Piotrkowie a następnie filologię polską na Uniwersytecie Łódzkim.

## Praca zawodowa
Uczył języka polskiego w szkołach podstawowych w Kolumnie i Przygłowie. Od 1971 do emerytury był związany z Zespołem Szkół Ekonomicznych w Piotrkowie Trybunalskim. Jako nauczyciel angażował się w organizację amatorskiego ruchu teatralnego.

## Działalność kulturalna
Był współinicjatorem i członkiem grup literackich: "Grabia 59" (Łask), Piotrkowskiego Klubu Literackiego, grupy "Pomosty" (Piotrków Trybunalski) oraz działających w Łodzi grup literackich: "Karawana", "Wiadukt" i Klub Literacki Nauczycieli.  Redagował serię "Piotrkowskie Zeszyty Poetyckie" oraz czasopismo literackie "Pomosty", a także wiele książek i almanachów poetyckich. Sprawował warsztatową opiekę nad Klubem Literackim „Zakole” przy Wojewódzkim Domu Kultury w Piotrkowie.

## Harcerstwo
Rafał Orlewski służył w ZHP przez ponad pięćdziesiąt lat. W tym okresie pełnił funkcje zastępowego, drużynowego, szczepowego, członka komend w hufcach Łask i Piotrków oraz komend kilkunastu komend obozów letnich i zimowisk instruktorskich. Harcerska drużyna artystyczna, którą prowadził w Kolumnie, została wyróżniona na festiwalu Chorągwi Ziemi Łódzkiej. W okresie stalinowskim dowodził tajną grupą harcerską w Kolumnie, gdzie zdobył stopnie harcerza orlego i harcerza Rzeczypospolitej. Dosłużył się wszystkich stopni instruktorskich. Harcerstwu poświęcił wiele utworów literackich. Na użytek harcerzy i zuchów opracował i wydał śpiewnik pt. Z moim słowem.

## Twórczość literacka
Dorobek literacki Rafała Orlewskiego obejmuje ponad 40 książek i liczne publikacje prasowe. Debiutował w harcerskim tygodniku "Na Przełaj" w 1958 r.
Był członkiem Związku Literatów Polskich. Wybrane pozycje książkowe:

### Poezje
- Krzesiwo (1969)
- Idąc (1979)
- Tańczące ognisko (1983)
- Nad Grabię fraszką wabię (1985)
- Ścieżki niczyje (1985)
- Sonety nadgrabiańskie (1986)
- Syringa (1987)
- Słowo znad Wołgi (1988)
- Zakole : wiersze wybrane z lat 1958–1988 (1989)
- Szkatułka : wiersze dla dzieci (1992)
- Bliskość : [poezje] (1994) – wspólnie z Władysławem Strzeleckim.
- Epitreum (1995)
- Leptony : utwory satyryczne (1998)
- Miłość : wiersze (1995) – tom uzyskał nagrodę główną "Głosu Nauczycielskiego".
- Gęstwina (1999)
- Witraże (2003)
- Diminuendo (2007)
- Ptaki nadziei : wybór poezji (2007)
- Pielgrzymka spod strzechy (2010)
- Legion serdeczny (2012)
- Okruchy snu : wiersze wyodrębnione z lat 1957-2011 (2012)
- Kwiaty i znicze (2014)
- Ogródek bez ogródek : fraszki (2014)
- Orliczki (2016)
- Krople pożegnań : nekrotyki (2019)

### Proza
- Igliwie (1972)
- Krąg Tęczy : powieść dla dzieci (1991, 2005, 2015)
- Piękna brzydula : opowiadania (1993)
- Wzloty z podglebia : [esej] (1999)
- Sute mosty (2007, 2018)

### Wspomnienia
- Zapiski z dalekiej podróży (2010)
- Nurty dzielą, pomosty łączą : dzieje piotrkowskiej grupy literackiej "Pomosty" (2010)
- Mój szlak harcerski (2010)

## Ordery i odznaczenia
Za swoją pracę i twórczość otrzymał liczne odznaczenia, m.in.:
- Krzyż Kawalerski Orderu Odrodzenia RP
- Złoty Krzyż Zasługi
- Krzyż „Za Zasługi dla ZHP”
- złoty medal "Za Zasługi dla Piotrkowa"
- medal "Za Zasługi dla Miasta Łasku" (dwukrotnie)

Rafał Orlewski otrzymał także tytuły: Zasłużony dla Kultury Polskiej oraz Honorowy Obywatel Piotrkowa Trybunalskiego.

## Upamiętnienie
Prywatna Szkoła Podstawowa w Piotrkowie Trybunalskim w 2015 r. otrzymała imię Rafała Orlewskiego.